# Annales de la Société scientifique de Bruxelles
Annales de la Société scientifique de Bruxelles (w piśmiennictwie naukowym cytowane jako Ann. Soc. Sci. Bruxelles) – wychodzące w Belgii przyrodnicze czasopismo naukowe wydawane przez Société scientifique de Bruxelle (Belgijskie Towarzystwo Naukowe). Artykuły publikowane były w języku francuskim.
Czasopismo wychodziło od 1900 roku:
- W latach 1914–19 (I wojna światowa) wydawanie zawieszono
- W latach 1927–36 wychodziło w 4 seriach: A. Nauki matematyczne; B. Nauki fizyczne i przyrodnicze; C. nauki medyczne; D. ekonomia i administrac.
- W latach 1937–40 w 3 seriach: 1. Nauki matematyczne i fizyczne; 2. Nauki przyrodnicze i medyczne; 3. Ekonomia
- W 1947 r. w jednej serii Nauki matematyczne, astronomiczne i fizyczne[1]

Numery czasopisma z lat 1900–1922 zostały zdigitalizowane i są dostępne w internecie. Opracowano 5 istniejących w internecie skorowidzów umożliwiających odszukanie artykułu:
- Title – na podstawie tytułu
- Author – na podstawie nazwiska autora
- Date – według daty
- Collection – według grupy zagadnień
- Contributor – według instytucji współpracujących

Istnieje też indeks numerów ze spisem zawartości w poszczególnych numerach.
- ISSN 0037-959X
- OCLC 1765868